# 109 Szpital Wojskowy w Szczecinie
109 Szpital Wojskowy z Przychodnią Samodzielny Publiczny Zakład Opieki Zdrowotnej w Szczecinie (109 SzWzP SP ZOZ) – szpital sformowany 9 grudnia 1944 jako 12 Polowy Ruchomy Szpital Chirurgiczny w składzie 2 Armii Wojska Polskiego, przemieszczał się z frontem od Czemiernik po Ruszów k. Zgorzelca; po wojnie stacjonował w Starogrodzie (Stargard); od 14 sierpnia 1945 w Szczecinie przy ul. Piotra Skargi 9–11, od 1 stycznia 1999 funkcjonuje jako 109 Szpital Wojskowy z Przychodnią (SP ZOZ); nadzorowany przez Ministra Obrony Narodowej.

## Historia – formowanie, zmiany organizacyjne, wydarzenia do 1945

### Geneza szpitala
Zapowiedzią powstania dzisiejszego 109 Szpitala Wojskowego w Szczecinie był rozkaz nr 8 z dnia 20 sierpnia 1944 Naczelnego Dowódcy WP, a następnie rozkaz nr 2 z 22 sierpnia 1944 wydany przez dowódcę 2 Armii Wojska Polskiego. 9 grudnia 1944 r., po prawie czterech miesiącach od rozkazu nr 8, ukazał się pierwszy rozkaz nowo zorganizowanego szpitala w Czemiernikach w powiecie lubartowskim z nazwą 12 Polowy Ruchomy Szpital Chirurgiczny (12 PRSzCh). Był podporządkowany 3 Polowemu Punktowi Ewakuacyjnemu z komendant mjr Leon Gecow. Składał się z komendy i oddziałów: ewakuacyjnego, leczniczego, zaopatrzenia i kwatermistrzowskiego. Składał się z 20 żołnierzy: sześciu oficerów, podoficer, dziesięciu szeregowych, trzy sanitariuszki. Komendantem został por. lek. Alfred Ganczarski.
Przegrupowanie z Czemiernik na Dolny Śląsk (1945)
9 grudnia 1944 12 PRSzCh został przegrupowany do Milanowa. 10 grudnia 1945 do pełnienia obowiązków komendanta szpitala został wyznaczony kpt. lek. Bronisław Rabinowicz. 1 stycznia 1945 12 PRSzCh przegrupował się z Milanowa do Kąkolewnicy. Kadra szpitala zaczęła intensywne zgrywanie personelu pod względem medycznym i wojskowym. Szpital przebywał do 28 stycznia 1945 w Kąkolewnicy na Lubelszczyźnie.
17 stycznia 1945 12 PRSzCh rozpoczął przegrupowanie z Kąkolewnicy do Kocka i po rozwinięciu rozpoczął w dniu 18 stycznia przyjmowanie rannych i chorych ze szpitali polowych I Armii WP. 20 stycznia 1945 12 PRSzCh przeszedł chrzest bojowy, rozwinięta została sala operacyjna, przeprowadzono cztery pierwsze operacje, przyjęto 100 rannych, z których 45 przekazano do 62 Szpitala Ewakuacyjnego w Lublinie. W Kocku szpital stacjonował do 2 lutego 1945. Zadaniem szpitala było przyjmowanie rannych z I Armii oraz medyczne zabezpieczenie marszu 9 Dywizji Piechoty, następnie 7 Dywizji Piechoty 2 Armii WP. Z dniem 2 lutego 1945 12 PRSzCh rozpoczął przegrupowanie z Kocka do Kutna, na podstawie rozkazu nr 541 Naczelnego Dowódcy WP z 26 stycznia 1945. W okresie od 8 lutego do 23 lutego 1945 rozwinięty był w Kutnie. W okresie tym toczyły się walki o Wał Pomorski. Ogólna liczba chorych żołnierzy przyjętych przez cały okres od Kocka do Kutna wyniosła 191. 11 marca 1945 12 PRSzCh po wykonaniu ewakuacji rannych został skierowany na stację kolejową Witonia k/Kutna i po załadowaniu nastąpiło przetransportowanie transportem kolejowym przez Łódź, Poznań do Choszczna. Przegrupowanie szpitala trwało od 11 do 16 marca 1945. Następnie został skierowany z Choszczna przez Poznań transportem kolejowym na Dolny Śląsk.
Szpital w operacji łużyckiej (17 kwietnia – 8 maja 1945)
26 marca 1945 transport kolejowy jednostek kwatermistrzowskich 2 Armii WP rozładowano na stacji Twardogóra (niem. Festenberg, z nazwą polską w 1945 Twardagóra, od 1946 Twardogóra), k. Oleśnicy. 29 marca 12 PRSzCh wyładował swój transport w Oleśnicy. 3 kwietnia 1945 transportem kolejowym z Twardejgóry 12 PRSzCh został dyslokowany do Trzebnicy. W rejon ten było przemieszczonych większość jednostek kwatermistrzowskich. Następnie 12 PRSzCh został skierowany własnymi samochodami w kierunku frontu. Komendantem został kpt./mjr lek. Michał Szaban. 4 kwietnia 1945 do 9 kwietnia 12 PRSzCh był przegrupowany z Boleścina i 17 kwietnia dotarł do Ruszowa (do roku 1945 niem. Rauscha), gdzie rozwinął się w składzie bazy szpitalnej armii (tzw. kolektor szpitalny). Struktura 12 Polowego Ruchomego Szpitala Chirurgicznego w Ruszowie była następująca:

- komendant szpitala
- komenda szpitala
- sekcja polityczna
- oddział przyjęć i segregacji
- 2 chirurgiczne oddziały lecznicze
- oddział internistyczno-chirurgiczny
- oddział oparzeniowy
- oddział okulistyczny
- oddział szczękowy
- oddział czaszkowy
- oddział neurochirurgiczny
- gabinet radiologii lekarskiej
- laboratorium
- apteka
- kwatermistrzostwo

16 kwietnia 1945 rozpoczęła się operacja forsowania Nysy Łużyckiej. 12 PRSzCh w okresie operacji łużyckiej odgrywał znaczącą rolę wśród szpitali bazy armijnej, specjalizował się w leczeniu rannych w głowę, kręgosłup, klatkę piersiową, jamę brzuszną oraz uszkodzeń wzroku i słuchu. Szpital liczył około 40 osób personelu. Komendantem szpitala był mjr lek. Michał Szaban. 18 czerwca 1945 12 Polowy Ruchomy Szpital Chirurgiczny wraz z 13 PRSzCh został przeniesiony do Starogrodu, gdzie był szpitalem nie rozwiniętym.

## Historia – zmiany organizacyjne, wydarzenia po 1945

### Przegrupowanie do Poznania, Starogrodu, Szczecina (1945)
W czerwcu 1945, po wyewakuowaniu rannych, 12 Polowy Ruchomy Szpital Chirurgiczny przegrupował się do bazy szpitalnej frontu (Okręgowy Szpital Nr 5 w Poznaniu), gdzie otrzymał nowe zadanie i 29 czerwca 1945 r. przybył do nowego miejsca postoju w Starogrodzie, pozostając w stanie zwiniętym. 29 lipca 1945 nastąpiła zmiana na stanowisku komendanta szpitala, którym został mjr sł. med. Eugeniusz Andrejew, a po nim kpt/mjr lek. Bronisław Rabinowicz. W lipcu 1945 r. na podstawie decyzji prezydenta miasta, inż. Piotra Zaremby nastąpiło przekazanie szpitala wojsku.

### 12 Chirurgiczny Polowy Szpital Ruchomy (1945)
14 sierpnia 1945 rozkazem Naczelnego Dowództwa WP przeformowano 12 Polowy Ruchomy Szpital Chirurgiczny w 12 Chirurgiczny Polowy Szpital Ruchomy w Szczecinie. Miał 200 łóżek i wszedł w posiadanie nowoczesnego obiektu, gdzie wcześniej była tu Pomorska Klinika Kobieca. 14 sierpnia 1945 nastąpiło przyjęcie obiektu przez szpital wojskowy. Szpital wojskowy przez długi czas był jedynym, pełniącym nieustanny dyżur szpitalem, niosącym pomoc zarówno wojsku, jak i ludności cywilnej. Szpital Kolejowy, będący aż do 1947 r. jedynym szpitalem cywilnym w Szczecinie, posiadającym, podobnie jak szpital wojskowy, pełną obsadę dyżurną szpitala i ambulatorium w późniejszym okresie przejął część zadań szpitala wojskowego.

### Szpital Garnizonowy, reorganizacje szpitala (1945–1951)
6 września 1945 rozkazem Naczelnego Dowództwa WP przeformowano 12 PRSzCh w Szpital Garnizonowy w Szczecinie. 1 grudnia 1945 szpital został przekształcony, zgodnie z etatem Nr 21/26 w Wojskowy Szpital Garnizonowy z Polikliniką w Szczecinie i przeszedł na etat pokojowy. Wkrótce utworzono w nim oddziały skórno-wenerologiczny i okulistyczno-laryngologiczny. W dniu 5 kwietnia 1946 szpital został przekształcony na podstawie rozkazu Naczelnego Dowódcy WP nr 103 z dnia 18 marca 1946 r., zgodnie z etatem 21/21 w Wojskowy Szpital Okręgowy Nr 6. Komendantem szpitala był dalej mjr lek. Eugeniusz Andrejew. 15 maja 1946 została zorganizowana Szkoła Pielęgniarska, gdzie uczyło się 30 przyszłych pielęgniarek. W tym samym roku powstała pracownia Anatomii Patologicznej. Z końcem sierpnia komendantem został ponownie mjr dr. Bronisław Rabinowicz. W dniu 1 listopada 1946 została otwarta Szkoła Podoficerów Sanitarnych. W tym samym miesiącu nastąpiła kolejna zmiana nazwy szpitala na podstawie rozkazu nr 0159 Naczelnego Dowódcy WP, szpital przyjął nazwę Okręgowy Szpital Wojskowy z Polikliniką Nr 2. 4 grudnia 1946 zgodnie z etatem nr 21/66 szpital został przekształcony w Wojskowy Szpital Garnizonowy w Szczecinie z ilością łóżek 150. Na początku 1948 r. ilość łóżek zwiększono do 200. W dniu 19 maja 1949 r. zgodnie z etatem nr 21/144 powstał oddział położniczo-ginekologiczny, który współdziałał z kliniką PAM. Podjęto decyzję o przekazaniu części pomieszczeń szpitala Klinice Położniczo-Ginekologicznej Pomorskiej Akademii Medycznej i utworzono w 1950 r. Szpital Kliniczny nr 3. W dniu 30 września 1949 mjr lek. Bronisław Rabinowicz przekazał obowiązki komendanta szpitala ppłk. lek. Borysowi Wierstakowowi.

### 109 Wojskowy Szpital Garnizonowy (1951)
W 1951 placówka na podstawie rozkazu Dowódcy POW nr 00313 z dnia 4 września 1951 r. stała się 109 Wojskowym Szpitalem Garnizonowym, dalej rozkazu Dowódcy POW nr 00313 z dnia 4 września 1951 r. Powstał pododdział neurologiczny przy oddziale wewnętrznym. W latach 1950–1954 szpital organizował Batalion Medyczno-Sanitarny na poligonie Drawsko. 28 listopada 1951 komendantem został ppłk dr med. Jerzy Gina, a ppłk lek. Borys Wierstakow odszedł na stanowisko szefa służby zdrowia Marynarki Wojennej. W tym okresie było leczonych stacjonarnie 39 312 osób, a 148 032 osób skorzystało z porad i zabiegów ambulatoryjnych. 1 stycznia 1963 zlikwidowano Państwowy Szpital Kliniczny nr 3 i z nowym etatem nr 21/256 zorganizowano w szpitalu 180-łóżkowy oddział ginekologiczno-położniczy, był bazą dla Kliniki Ginekologii i Położnictwa PAM. Etatowa liczba łóżek szpitala wzrosła do 480. W lipcu 1963 r. powstała Stacja Krwiodawstwa (Punkt Krwiodawstwa). 28 września 1966 zmarł nagle na terenie szpitala komendant płk lek. Bolesław Szaniawski, po którym na krótko komendantem został mjr lek. Tadeusz Marcinkowski, po nim od 31 grudnia 1966 płk lek. Bogdan Zieleniak. W listopadzie 1968 na podstawie rozkazu Ministra Obrony Narodowej została powołana kompania akademicka Wojskowej Akademii Medycznej przy 109 Wojskowym Szpitalu Garnizonowym W dniu 2 czerwca 1973 zmarł podczas wykonywania obowiązków służbowych komendant szpitala płk lek. Bogdan Zieleniak.

### 109 Wojskowy Szpital Rejonowy, 109 Wojskowy Szpital Wojskowy z Przychodnią
1 września 1973 r. obowiązki komendanta szpitala objął płk dr hab. n. med. Tadeusz Brzeziński. 1 marca 1974 placówka doczekała się rangi szpitala rejonowego z 620 łóżkami pod nazwą 109 Wojskowy Szpital Rejonowy. Uruchomiono nowe pracownie, zintegrowano bloki operacyjne, zorganizowano ogólnoszpitalną izbę przyjęć. Powstały następne oddziały: urazowo-ortopedyczny, rehabilitacji, neurologii i chorób płuc. Zostały uruchomione nieetatowe pracownie: izotopowa, endoskopii oraz bronchoskopii. Powstał oddział izolacyjny w obrębie Kliniki Patologii Ciąży. W 1975 w szpitalu na oddziale wewnętrznym wykonano pierwszą biopsję nerki, w 1976 pierwszą biopsję wątroby oraz dializę otrzewnową w ostrej niewydolności nerek. We wrześniu 1978 w związku z odejściem płk Tadeusza Brzezińskiego, komendantem został dotychczasowy zastępca ds. lecznictwa, ppłk lek. Wit Sabatt. W 1980 utworzono poradnię zwalczania bólu i poradnię akupunktury. W 1981 powstał oddział urologii, rehabilitacji leczniczej. Zwiększono liczbę łóżek do 640, zmieniono nazwę na 109 Szpital Wojskowy z Przychodnią. W 1981 zaprzestana została działalność klinik PAM, które działały na terenie szpitala wojskowego. Dużą rolę odegrały w historii szpitala kliniki Pomorskiej Akademii Medycznej, które rozpoczęły działalność w szpitalu od 1949 r. W latach 80. w obrębie oddziału wewnętrznego powstała pracownia kardiometrii, gabinet endoskopii (gastroskopia, kolonoskopia), sala intensywnej opieki kardiologicznej. Od 1983 wprowadzono w Szczecinie rejonizację opieki położniczo-ginekologicznej i oddział rozpoczął przyjmować pacjentki cywilne. W 1984 przychodnię szpitala przeniesiono do budynku po WKU oraz WRZKB, u zbiegu ulic Piotra Skargi i Szymanowskiego. Z dniem 1 lutego 1985 zafunkcjonował w szpitalu oddział neurochirurgii, w początkowym okresie jako pododdział oddziału urazowo-ortopedycznego, jako samodzielny oddział od dnia 22 października 1987. W 1989 uruchomiono wspólnie z Wojewódzkim Wydziałem Zdrowia, wojewódzką przychodnię dla chorych ze stomią. W lipcu 1987 zgodnie z etatem szpitala zafunkcjonował oddział urologii z 30 łóżkami, zwiększając liczbę łóżek w szpitalu do 670. 9 grudnia 1994 r. szpital obchodził uroczyście rocznicę 50-lecia działalności. W 1997, po kilkuletniej przerwie, został utworzony oddział rehabilitacji.

### 109 Szpital Wojskowy Samodzielny Publiczny Zakład Opieki Zdrowotnej (1998-1999)
W 1998 szpital mocą rozporządzenia Ministra Obrony Narodowej nr 43 z dnia 7 października 1998 roku, aby móc kontraktować świadczenia zdrowotne, został przekształcony w Samodzielny Publiczny Zakład Opieki Zdrowotnej. Na mocy rozporządzenia Ministra Obrony Narodowej nr 50 z dnia 7 października 1998 roku nadano szpitalowi statut. Powyższe zmiany podyktowane zostały reformą państwowej służby zdrowia i powołaniem Kas Chorych w tym 17. Branżowej.

### 109 Szpital Wojskowy z Przychodnią (SP ZOZ) (1999–2020)
Od 1 stycznia 1999 r. nazwa szpitala brzmiała – 109 Szpital Wojskowy z Przychodnią (SP ZOZ). W 1999 r. powstał w szpitalu oddział kardiologii. W 2001 powstały oddziały chirurgii plastycznej i rekonstrukcyjnej, endokrynologii i pracownia medycyny nuklearnej. 16 lipca 2004 komendantem został ekonomista mjr Dariusz Ksiądz. 9 grudnia 2004 minęła 60. rocznica działalności 109 Szpitala Wojskowego w Szczecinie. Wśród zaproszonych gości był między innymi prezydent Szczecina Marian Jurczyk. W 2006 został utworzony w szpitalu oddział hematologii, powstały na bazie pododdziału chemioterapii, który funkcjonował przy oddziale wewnętrznym.
W 2008 r. 109 Szpital nawiązał współpracę ze szpitalem wojskowym z Niemiec – Bundeswehrkrankenhaus w Hamburgu. W maju 2009 połączono oddział ortopedii z oddziałem neurochirurgii. W dniu 15 września 2010 r. dotychczasowy komendant szpitala płk Dariusz Ksiądz przekazał obowiązki płk Januszowi Gembarzewskiemu. W 2012 komendantem szpitala został płk Marcin Sygut. 9 maja 2014 otworzono pracownię tomografii komputerowej i rezonansu magnetycznego, przy udziale ministra Obrony Narodowej Tomasza Siemoniaka, Szefa Sztabu Generalnego gen. broni Mieczysława Gocuła, Szefa Inspektoratu Wojskowej Służby Zdrowia gen. bryg. lek. Piotra Dzięgielewskiego. 5 grudnia 2014 109 Szpital Wojskowy z Przychodnią SP ZOZ w Szczecinie obchodził 70-lecie. Honorowy patronat objął Minister Obrony Narodowej. Z dniem 4 kwietnia 2016 do czasowego pełnienia obowiązków komendanta został wyznaczony ppłk Jarosław Narloch. 15 marca 2017 wizytował szpital podsekretarz stanu w Ministerstwie Obrony Narodowej prof. dr hab. Wojciech Fałkowski. 31 lipca 2017 komendantem został płk Krzysztof Pietraszko. Od 1 lutego 2022 komendantem został płk Krzysztof Jurkowski.

## Organa, obsada komendy, struktura szpitala

### Organa szpitala[7]
- Komendant
- Rada Społeczna szpitala

### Obsada komendy szpitala
Obsada komendy szpitala na kierowniczych stanowiskach na dzień 1 stycznia 2023 była następująca:
- płk mgr Krzysztof Jurkowski – komendant szpitala
- lek. Monika Leder – zastępca komendanta ds. lecznictwa, kierownik Przychodni Specjalistycznej
- ppłk mgr farm. Jacek Sypko – zastępca komendanta ds. VI obwodu profilaktyczno-leczniczego
- mgr Małgorzata Szelągiewicz – zastępca komendanta ds. organizacyjno-ekonomicznych/główna księgowa
- ppłk rez. lek. stom. Małgorzata Majewska-Dziadosz – kierownik Przychodni Stomatologicznej
- dr n. o zdr. Katarzyna Grabowiecka – naczelna pielęgniarka, pełnomocnik ds. zintegrowanego systemu zarządzania
- ppłk Jacek Jarmolik – szef logistyki

### Struktura organizacyjna[7]
- Komendant
- Komenda
- Szpital Wielospecjalistyczny
- Przychodnia z poradniami
- Ambulatoryjna Opieka Specjalistyczna i Diagnostyczna
- Ambulatoryjna Opieka Specjalistyczna i Rehabilitacyjna

Oddziały
Szpital dysponuje następującymi oddziałami:

- izba przyjęć
- blok operacyjny
- chorób wewnętrznych
- dermatologiczny
- chirurgii plastycznej i rekonstrukcyjnej
- ortopedii i traumatologii narządu ruchu
- chirurgii ogólnej
- rehabilitacyjny
- urologiczny
- anestezjologii i intensywnej terapii
- otolaryngologiczny
- kardiologiczny
- hematologii
- endokrynologii

Laboratoria, pracownie, apteka
- laboratorium mikrobiologiczne
- laboratorium analityczne
- pracownia medycyny nuklearnej
- zespół pracowni medycyny laboratoryjnej
- pracownia endoskopowa
- pracownia kardiometryczna
- pracownia radiologii
- pracownia patomorfologii
- pracownia tomografii komputerowej i rezonansu magnetycznego
- fizykoterapia
- apteka
- sterylizatornia

Przychodnia
W Przychodni funkcjonują 22 poradnie w zakresie Ambulatoryjnej Opieki Specjalistycznej oraz 4 gabinety, w tym pediatryczny w zakresie Podstawowej Opieki Zdrowotnej. Przychodnia szpitala dysponuje następującymi poradniami:

- poradnie lekarza POZ
- poradnia alergologiczna
- poradnia chirurgiczna
- poradnia chorób płuc
- poradnia dermatologiczna
- poradnia diabetologiczna
- poradnia endokrynologiczna
- poradnia gastroenterologiczna
- poradnia ginekologiczno-położnicza
- poradnia hematologiczna
- poradnia kardiologiczna
- poradnia otolaryngologiczna
- poradnia neurologiczna
- poradnia okulistyczna
- poradnia chirurgii urazowo-ortopedycznej
- poradnia reumatologiczna
- poradnia urologiczna
- przychodnia stomatologiczna

## Forma prawna
109 Szpital Wojskowy z Przychodnią SP ZOZ w Szczecinie stanowi część Zespołu Opieki Zdrowotnej i działa na podstawie:
1. Ustawy z dnia 30 sierpnia 1991 O zakładach opieki zdrowotnej (Dz. U. Nr 91, poz. 408 z późniejszymi zmianami).
2. Ustawy z dnia 6 lutego 1997 O powszechnym ubezpieczeniu (Dz. U. Nr 28, poz. 153 z późniejszymi zmianami).
3. Rozporządzenia Ministra Obrony Narodowej nr 43 z dnia 7 sierpnia 1998 o przekształceniu w Samodzielny Publiczny Zakład Opieki Zdrowotnej.
4. Rozporządzenia Ministra Obrony Narodowej nr 50 z dnia 7 października 1998 o nadaniu szpitalowi statutu.
5. Zarządzenia Nr 16/MON Ministra Obrony Narodowej z dnia 8 kwietnia 2009 w sprawie zmiany statutów niektórych wojskowych szpitali i przychodni lekarskich, samodzielnych publicznych zakładów opieki zdrowotnej.
6. Zarządzenia Nr 8/MON Ministra Obrony Narodowej z dnia 14 lutego 2012 w sprawie nadania statutu 109 Szpitalowi Wojskowemu z Przychodnią Samodzielnemu Publicznemu Zakładowi Opieki Zdrowotnej w Szczecinie

## Żołnierze szpitala

### Komendanci szpitala
- por. lek. Alfred Ganczarski (1944)
- kpt. lek. Bronisław Rabinowicz[8] (1944–1945)
- kpt./mjr lek. Michał Szaban (1945)
- mjr med. Eugeniusz Andrejew (1945–1946)
- mjr/ppłk lek. Bronisław Rabinowicz (1946–1949)
- mjr/ppłk lek. Borys Wierstakow (1949–1951)
- ppłk dr med. Jerzy Gin (1951–1954)
- ppłk dr med. Bronisław Seyda (1954–1958)
- ppłk lek. Bolesław Szaniawski (1958–1966)
- mjr lek. Tadeusz Marcinkowski (cz.p.o 1966–1966)
- płk lek. Bogdan Zieleniak (1966–1973)
- ppłk lek. Bogdan Dorfler (cz.p.o. 1973–1973)
- płk Tadeusz Brzeziński (1973–1978)
- ppłk lek. Wit Sabatt (1978–1986)
- ppłk lek. Wojciech Sosnowski (1986–1989)
- płk dr med. Zdzisław Baśkiewicz (1989–1989)
- płk lek. Wojciech Słomiński (1989–1994)
- płk dr med. Zdzisław Baśkiewicz (1994–2001)
- płk dr n. med. Tomasz Dudzik (2001–2004)
- płk Dariusz Ksiądz (2004–2010)
- płk Janusz Gembarzewski (2010–2012)
- płk Marcin Sygut (2012–03.04.2016)
- ppłk Jarosław Narloch (cz.p.o. od 04.04.2016–30.07.2017)
- płk Krzysztof Pietraszko (31.07.2017–31.01.2022)
- płk Krzysztof Jurkowski (01.02.2022–nadal)[63]

### Oficerowie szpitala
Ze szpitalem byli związani oficerowie, w tym:
- Mikołaj Prochorow – lekarz w 12 Ruchomym Szpitalu Chirurgicznym (1945)
- Stanisław Haduch – został skierowany do 12 Ruchomego Szpitala Chirurgicznego Szpital z ORMU (Oddział Rezerw Medycznego Uzupełnienia) (1945)
- Tadeusz Brzeziński – komendant szpitala (1973–1978)

### Wojskowi i cywile związani ze szpitalem
Ze szpitalem byli związani wojskowi i osoby cywilne, w tym:
- Leon Gecow – od marca 1945 szef Wydziału I Szefostwa Służby Zdrowia 2 Armii WP (1945)
- Piotr Zaremba – pierwszy polski prezydent Szczecina w latach (1945–1950), podjął decyzję o przekazaniu szpitala wojsku
- Witold Nowodworski – organizator służby zdrowia na Ziemiach Odzyskanych (1945–1946)
- Ireneusz Bartniak – Przewodniczący Rady Społecznej Szpitala (2011–2013)

## Certyfikaty i wyróżnienia
109 Szpital Wojskowy z Przychodnią uzyskał między innymi certyfikaty i wyróżnienia:
- certyfikat Przejrzysta Firma – uzyskany (wrzesień 2008)
- uznany za Dobry Szpital w Narodowym w Rankingu Szpitali organizowanym przez Super Express – tytuł uzyskany (19.05.2008)
- medal „90 lat w służbie Inwalidom Wojennym Rzeczypospolitej Polskiej” – wręczony (15.05.2009)
- certyfikat „Szpital bez bólu” – uzyskany (20.10.2011)
- Krzyż „95 lat Związku Inwalidów Wojennych Rzeczypospolitej Polskiej” – wręczony (26.09.2014)
- certyfikat „Szpital bez bólu” – uzyskany (19.01.2015)
- certyfikat Rejestracji – uzyskany (9.05.2016)
- certyfikat w ramach Zintegrowanego Systemu Zarządzania ISO 9001:2008-System Zarządzania Jakością-Certyfikat nr 14180-QMS-001PL – uzyskany (9.05.2016)
- certyfikat w ramach Zintegrowanego Systemu Zarządzania ISO 14001:2004-System Zarządzania Środowiskowego – Certyfikat nr 14180-EMS-001PL – uzyskany (9.05.2016)
- certyfikat w ramach Zintegrowanego Systemu Zarządzania OHSAS 18001:2007-System Zarządzania BHP – Certyfikat nr 14180-HAS-001PL – uzyskany (9.05.2016)

## Przekształcenia
12 Polowy Ruchomy Szpital Chirurgiczny → 12 Chirurgiczny Polowy Szpital Ruchomy → Szpital Garnizonowy w Szczecinie → Wojskowy Szpital Okręgowy Nr 6 → Okręgowy Szpital Wojskowy z Polikliniką Nr 2 → 109 Wojskowy Szpital Garnizonowy → 109 Wojskowy Szpital Rejonowy → 109 Szpital Wojskowy z Przychodnią → 109 Szpital Wojskowy SP ZOZ → 109 Szpital Wojskowy z Przychodnią (SP ZOZ)

Insygnia
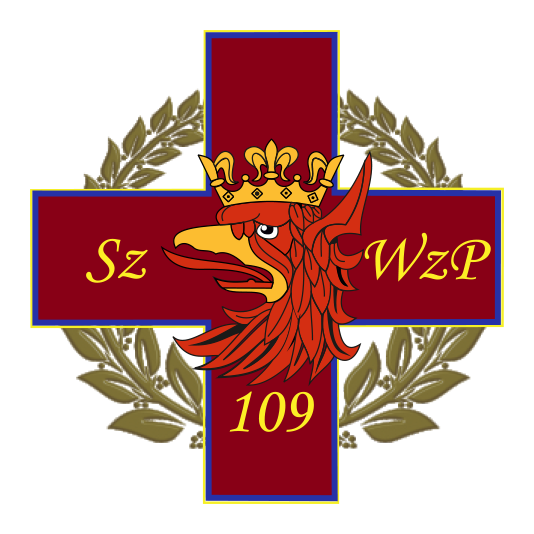
Odznaka pamiątkowa (2017)
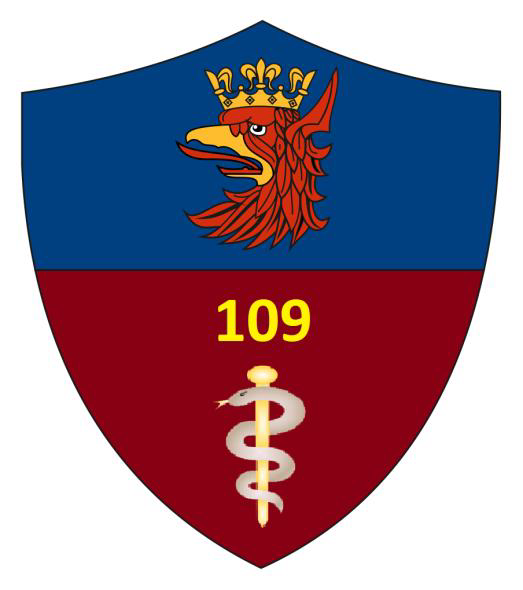
Oznaka rozpoznawcza na mundur wyjściowy (2021)
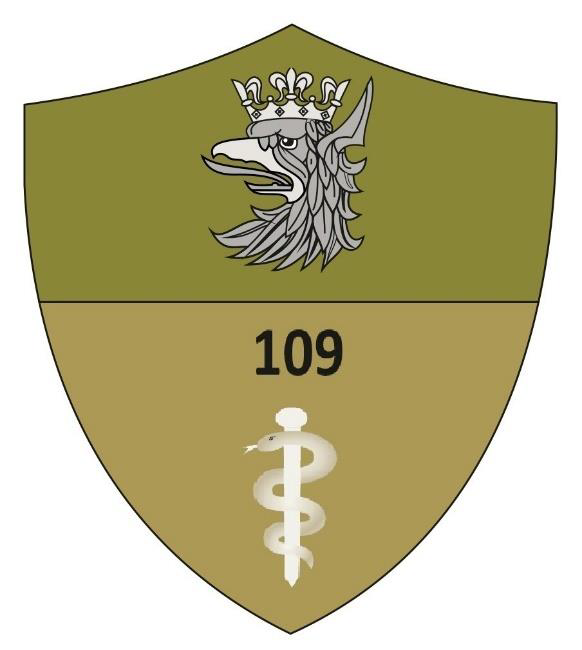
Oznaka rozpoznawcza na mundur polowy (2021)
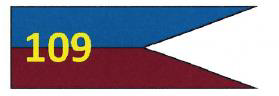
Proporczyk na beret (2021)